# Miriana Conte
Miriana Conte (Qormi, 17 de diciembre de 2000) es una cantante maltesa. La artista fue elegida como representante de Malta en el Festival de la Canción de Eurovisión 2025 con la canción "Serving".

## Carrera
Miriana Conte comenzó su carrera musical entre finales de 2016 y principios de 2017. De este modo, el 21 de diciembre de 2016, Conte fue anunciada como una de los dieciséis participantes seleccionados para competir en el Malta Eurovision Song Contest 2017 con la canción "Don't Look Down". Allí, el 18 de febrero de 2017, terminó en el puesto 16 y último con 156 puntos. Más tarde, la cantante fue nuevamente seleccionada para competir en la final del Malta Eurovision Song Contest 2018 el 11 de octubre de 2017. en el que finalizó en el puesto 12 con 14 puntos. De la misma manera, Miriana Conte participó en la primera edición de la versión maltesa del programa de talentos The X Factor, en el que cofundó el grupo 4th Line, y llegó a la etapa final. En 2019, abandonó el grupo. Ese mismo año, también participó, como solista, en la segunda edición de X Factor Malta, pero no llegó a la final. Asimismo, con un grupo de artistas malteses, participó en la grabación de una canción titulada Roll the Dice, que fue el himno de la Semana del Orgullo Maltés en 2019.
Tres años más tarde, Conte participó en el Malta Eurovision Song Contest 2022 con la canción "Look What You've Done Now", quedando en sexto lugar en la final. El 18 de octubre de 2023, fue anunciada entre los participantes del Malta Eurovision Song Contest 2024 con la canción "Venom" y luego, por sorteo, actuó en la cuarta y última semifinal el 17 de noviembre. Al final de la ronda, a finales de noviembre, se anunció que estaba entre los clasificados para la final del 3 de febrero de 2024. Allí, terminó novena en la clasificación general con 25 puntos.
El 12 de diciembre de 2024, se anunció que Miriana Conte era una de los 24 semifinalistas seleccionados para el Malta Eurovision Song Contest 2025 con la canción "Kant". Tras clasificarse en la segunda semifinal, ganó el televoto en la final y quedó primera en la clasificación general con 182 puntos, siendo seleccionada para representar a Malta en el Festival de la Canción de Eurovisión 2025, aunque el título de la canción fue modificado por "Serving" debido a que, para la Unión Europea de Radiodifusión, "Kant" ("canto" en maltés) sonaba como una palabra malsonante en inglés ("cunt") y dicho vocablo fue censurado en el tema interpretado por Miriana Conte. En el certamen, terminó en el puesto 17 con un total de 91 puntos: 83 del jurado y 8 del televoto.

## Discografía

### Sencillos
| Título                                                                                 | Año  | Mejores posiciones en listas de éxitos | Álbum o EP |
| Título                                                                                 | Año  | MLT Air.                               | Álbum o EP |
| -------------------------------------------------------------------------------------- | ---- | -------------------------------------- | ---------- |
| "Don't look down"                                                                      | 2017 | —                                      |            |
| "Rocket"                                                                               | 2018 | —                                      |            |
| "Look What You've Done Now"                                                            | 2022 | —                                      |            |
| "Venom"                                                                                | 2024 | —                                      |            |
| "Kant / Serving"                                                                       | 2025 | —                                      |            |
| "—" denota una grabación que no llegó a las listas o no fue lanzada en ese territorio. |      |                                        |            |